# Hulikal, Turuvekere
Hulikal là một làng thuộc tehsil Turuvekere, huyện Tumkur, bang Karnataka, Ấn Độ.